# 浦澤直樹
浦澤直樹（日语：／ Urasawa Naoki ?，1960年1月2日—），資深的日本漫畫家，男性。出身於東京都府中市。府中市立府中第四中學校、東京都立富士森高等學校、明星大學人文學部經濟學科畢業。1983年出道。並多次拿下漫畫大獎，唯一2度手塚治虫文化獎大獎得主的漫畫家。目前單行本發行累積數量已經超過1億本。
早期風格為勵志溫馨的青春成長漫畫，其後轉向對人性與社會現象深一層探討，內容涉及歷史、心理學、犯罪學和科幻等題材。
60至70年代的搖滾樂迷，其影響可以在《20世紀少年》中強烈反映出來。非常喜歡巴布·狄倫，除了2007年發行與和久井光司共同著作的《與狄倫的談話》之外，2016年的個展中作為特別活動舉辦『巴布·狄倫 聽唱繪畫』。

## 個人經歷

### 童年時期（1960～1973）
1960年1月2日，浦澤直樹作為家中的次男，在東京都府中市出生。他從未上幼兒園，白天總是在幽閉的狀態下由爺爺奶奶照顧。此時，他開始閱讀家中購入的《原子小金剛》與《森林大帝》等等手塚治虫作品，並開始臨摹畫漫畫。
小學時期讀家中附近的小學，從3年級開始當班長，並在校刊連載4格漫畫。在校期間，他說有一陣子常被其他學童欺負，但說原因是自己曾經將班上的一個孩子王畫在漫畫裡，讓本人看到相當生氣而被欺負到嚇得不敢再畫漫畫。大概在這個時候，浦澤開始第一次畫長篇漫畫《古代山脈》。並受到電視上放送黑色電影的影響，大他4歲的哥哥是他的第一個讀者。

### 青壯時期（1973～1984）
初中時期當初加入的是田徑社，但浦澤說是因為不喜歡學長總是擺架子的態度，而轉往加入了輕音樂社。此時浦澤開始對巴布·狄倫深入研究，他承認說是受到了吉田拓郎的影響。浦澤後來的代表作之一《20世紀少年》則是活用了初中時期自身的經歷，他說「賢二唱的歌在校園廣播放送說自己的實際經歷沒有變化，但是有很多像這樣子的人。」「大約有十分之一來自自傳」。此外，大浦澤一屆的小室哲哉是跟他同校的廣播社社長，因此浦澤說他曾經向小室請求播放提雷克斯的《20th Century Boy》。
高中、大學也是輕音樂社所屬。一方面持續漫畫創作，高中時期，浦澤曾經將國文教科書收錄的芥川龍之介《羅生門》畫成漫畫。話雖如此，他並未搭上梶原一騎熱潮，一時期間也對漫畫失去了興趣。但在大學時期，當時大友克洋在業界首次亮相之後，他被新浪潮的作品群感化，重新找回了對漫畫的熱情。
浦澤並不喜歡被認為說他是「漫畫君」，雖然大學時期並未親近漫畫研究社，但他畫的漫畫數量比漫畫研究社的同好還要多。另外，大他一屆的輕音樂社前輩、樂團THE STREET SLIDERS主唱HARRY讓浦澤親眼看到專業的演奏之後，斷然放棄自己的樂團。他不認為會對樂團的謙虛就沾沾自喜，說可能是因為那些表演他已經看了很多次。

### 出道後（1984～現在）
當初，浦澤並不打算成為漫畫家，求職期間他帶著短篇「Return」的原稿接受小學館編輯的面試得到了認同，頒發他新人獎的獎項。並以此機打賭1年內如果沒有萌芽就放棄，作為漫畫家的目標經歷了助手。1983年，浦澤以「BETA！」（《骷髏13 別冊》刊載）成功出道，1984年開始的《跳舞警官！》初次連載。
之後，浦澤與長崎尚志一起進行以外國場景作為故事題材的《終極傭兵》、《危險調查員》在《Big Comic Original》連載，一方面也在《Big Comic Spirits》連載女子運動題材的《YAWARA！》和《Happy！》獲得了人氣。從1986年開始的《YAWARA！》以降持續超過10年以上在2本雜誌同時連載不一樣的作品，並且每個月平均畫出100多頁。
之後，他又以驚悚題材的《MONSTER》、手塚治虫《原子小金剛》的重製漫畫《PLUTO》兩度入圍手塚治虫文化獎漫畫大獎。2004年，《20世紀少年》更入圍法國安古蘭國際漫畫節最優秀長篇獎。
2008年，浦澤在《Morning》（講談社）以隔週的方式開始連載《蝙蝠比利》。並經歷夾雜多次的長期休載，至2016年完結。2012年至2014年，以不定期形式在《Big Comic Original》登載《危險調查員》的正傳續篇《危險調查員ReMaster》。
同年，浦澤與長崎尚志2人一起受邀擔任名古屋造形大學（2007年以前是名古屋造形藝術大學）客座教授。2014年開始主持「浦澤直樹之漫勉」在NHK教育頻道播出。

## 得獎紀錄
- 1982年：第9屆小學館新人漫畫大獎一般部門入選（《Return》）
- 1989年：第35屆小學館漫畫獎（《YAWARA！》）
- 1997年：第1屆日本新媒體動漫藝術節漫畫部門優秀獎（《MONSTER》）
- 1999年：第3屆手塚治虫文化獎漫畫大獎（《MONSTER》）
- 2000年：第46屆小學館漫畫獎（《MONSTER》）
- 2001年：第25屆講談社漫畫獎（《20世紀少年》）
- 2002年：第6屆日本新媒體動漫藝術節漫畫部門優秀獎（《20世紀少年》）
- 2002年：第48屆小學館漫畫獎（《20世紀少年》）
- 2004年：第31屆法國安古蘭國際漫畫節最優秀長篇獎（《20世紀少年》）
- 2005年：第9屆手塚治虫文化獎漫畫大獎（《PLUTO》）
- 2005年：第7屆文日本新媒體動漫藝術節漫畫部門優秀獎（《PLUTO》）
- 2008年：第37屆日本漫畫家協會獎大獎（《20世紀少年》、《21世紀少年》）
- 2008年：第39屆星雲獎漫畫部門（《20世紀少年》、《21世紀少年》）
- 2011年：美國艾斯納獎最優秀亞洲作品獎（《20世紀少年》）
- 2011年：第38屆安古蘭國際漫畫節世代獎（《PLUTO》）
- 2012年：第30屆法國漫畫記者評論協會亞洲獎（《PLUTO》）
- 2013年：美國艾斯納獎最優秀亞洲作品獎（《20世紀少年》）
- 2018年：第45屆安古蘭國際漫畫節特別榮譽獎[8]、SNCF推理作品特別榮譽獎[9]

## 作品列表

### 漫畫

#### 連載作品
未標示出版社即小學館連載。
- 終極傭兵《ARMY》（《Big Comic Original》1985年－1988年，全8冊，原作：工藤和也（日语：工藤かずや））台灣中文版代理尖端出版；香港中文版發行文化傳信。
- 以柔克剛[注 1]《YAWARA！》（《Big Comic Spirits》1986年－1993年，全29冊）台灣中文版代理東立出版社；香港中文版發行文化傳信。
- 危險調查員《MASTER》（《Big Comic Original》1988年－1994年，原作：勝鹿北星（日语：きむらはじめ (漫画原作者)），全18冊）台灣中文版代理尖端出版；香港中文版發行玉皇朝。
  - 危險調查員ReMaster《MASTER Re》（小學館《Big Comic Original》2012年－2014年，全1冊）
- 網壇小魔女[注 1]《Happy！》（《Big Comic Spirits》1993年－1999年，全23冊）台灣中文版代理東立出版社；香港中文版發行文化傳信。
- MONSTER（《Big Comic Original》1994年－2001年，全18冊）台灣中文版代理東立出版社；香港中文版發行文化傳信。
- 20世紀少年（《Big Comic Spirits》1999年－2006年，全22冊）台灣中文版代理東立出版社；香港中文版發行文化傳信。
  - 21世紀少年（《Big Comic Spirits》2007年，分上、下全2冊）
- PLUTO ～冥王～[注 1]《PLUTO》（《Big Comic Original》2003年－2009年，原作：手塚治虫，全8冊）台灣中文版代理東立出版社；香港中文版發行文化傳信。
- 蝙蝠比利《BILLY BAT》（講談社《Morning》2008年－2016年，協力：長崎尚志，全20冊）台灣中文版代理尖端出版；香港中文版發行玉皇朝。
- 夢印 -MUJIRUSHI-（《Big Comic Original》2017年－2018年，全1冊、豪華版全2冊）香港中文版發行文化傳信。
- 連續漫畫小說 朝陽劇場！（日语：連続漫画小説 あさドラ!）（小學館《Big Comic Spirits》2018年－連載中，已刊8冊）台灣中文版代理東立出版社；香港中文版發行文化傳信。

#### 短篇集
全由小學館發行。
- 跳舞警官！

全1冊。除標題作為收錄浦澤的初連載作，與其它4則短篇一起收錄。
描述主角山下除了做警官的工作之外，還有進行樂團活動的故事。
- 柔道爺爺 浦澤直樹短篇集《JIGORO！》

全1冊。《YAWARA！》當中登場人物豬熊柔的爺爺、豬熊滋悟郎與主角之間的短篇集。作品故事以豬熊滋悟郎在年輕的時候，過著虛假與真實與貿然行事日子的軼事為中心。
- N·A·S·A太空夢《N·A·S·A》

全1冊。除標題作外，將初期作品集結成冊的短篇集。
- 奇頓動物記事

全1冊。《危險調查員》番外篇。硬皮精裝書、全彩印刷出版。
- 初期的URASAWA《URASAWA》

全1冊。出道作『BETA!!』與作者的問候、將初期作品集結成冊。其他短篇集的作品可能重複收錄。

#### 文字書
- ANOTHER MONSTER
- 與狄倫的談話

#### 短篇
- Swimmers

職業漫畫家出道之前未發表作品。後來在講談社《Evening》月2回刊化特別附錄中收錄（2003年5月13日號）。
- 漫畫筆記

《PLUTO ～冥王～》豪華版第3冊、4冊附錄。浦澤早於少年時代自己製作的漫畫匯集。3冊是將芥川龍之介、4冊是將星新一的小說作品作為劇本畫成漫畫。
為紀念手塚治虫文化獎舉辦10週年收錄在「AERA COMIC 日本的漫畫」出版所發表的短篇作品。故事情節則是與長崎尚志共同製作。《PLUTO ～冥王～》豪華版第6冊附錄。
- DAMiYAN！

《Big Comic Spirits》2016年10月31日號發表。
《月刊！Spirits》2018年11月號發表。

### 其它
3、4
小學館發行BE-PAL的BE-PAL MANUAL COMIC匯集教本。擔當第3冊、4冊。
源氏物語
NHK播出的教育節目《閱讀漫畫的古典》之一的作品，擔當源氏物語的動畫單元人物設定（1990年）。

北方謙三創作的童話，擔當插畫（1990年）。
亨利與查爾斯
於小學生對向月刊雜誌《大大的口袋》發表（1995年4月號）。
我們的「Young Music Show」
NHK節目的冊子化作品。擔當封面插圖繪製（2005年）。
電影『搖滾啟示錄』劇場用小冊子
擔當小冊子插圖繪製，陶德·海恩斯編導、以巴布·狄倫的半生為劇本的電影化作品。
漫勉
畫冊（2008年）。
 ～！ 第9集長篇動畫電影
擔當分鏡。竹熊健太郎著，以虛構漫畫家韮澤早為主角所製作的仿紀錄片（小學館《月刊IKKI》2002年第9號發表）。
電影《藏獒多吉》
擔當人物原案。

紀念初次正式展開個展發行的公式指南書（2016年）。

### CD盒裝插圖
- DOMINO88（日语：DOMINO88） 專輯『Pleasure！』
- 和久井光司 專輯
- 風男塾 單曲『BE HERO』

### 電影劇本
- 20世紀少年
  - 第1章 完結的開始（2008年）與福田靖、長崎尚志、渡邊雄介（日语：渡辺雄介）共同
  - 第2章 最後的希望（2009年）※劇本監修
  - 最終章 我們的旗幟（2009年）與長崎尚志共同

## 主要出演

### 電視節目
TBS
- Quiz Derby（日语：クイズダービー）（1991年10月19日，作為「人氣漫畫家大會」的助理一起出場節目）
  - 在最後一個問題中得到10,000點，然後對倍率20倍的植草克秀下全額賭注之後得到正解（包含8倍竹下景子（日语：竹下景子）也正解），獲得的點數也升到210,000點。
- 貴婦豪華（日语：ゴロウ・デラックス）（2013年5月17日）

東京電視台
- 北野武的任何人可以成為畢卡索（日语：たけしの誰でもピカソ）（1999年）
- Crossroad（日语：Crossroad (テレビ番組)）SP 浦澤直樹（2016年2月20日）

富士電視台
- 孝太郎（2005年2月1日）
- 竹中直人 P.S.45（2007年5月18日，BS富士）
- 我們的時代（2013年8月25日） 田村淳×浦澤直樹×倉本美津留（日语：倉本美津留）
- 我們的時代（2015年8月9日） 秋元康×小室哲哉×浦澤直樹
- 手塚治虫動畫劇場（日语：手塚治虫アニメシアター）（2008年7月21日，日本電影專門頻道（日语：日本映画専門チャンネル））

日本電視台
- （2015年3月14日）
- 『20世紀少年第1章』所有的開始特輯（2008年7月）
- 「20世紀少年第2章」讓你看見全部特輯（2009年1月）
- （2009年1月29日）

朝日電視台
- 堂本剛真的好辛苦（2009年1月28日）
- （2009年12月8日、12月22日，朝視頻道）
- 2009年度M-1大賽（2009年12月21日）
- 塔摩利俱樂部（2017年8月25日、9月1日） 空耳Award2017的審査員

NHK系列
- NHK綜合
  - Professional 工作的態度（日语：プロフェッショナル 仕事の流儀）（2007年1月18日）
    - 根據浦澤本人在節目的說明，他說1張原稿畫出來的時間最長也要花上2個小時。還有他在本節目也有公開表示最艱困的時候是在一面忍受肩膀疼痛一面畫漫畫（因此《20世紀少年》曾經不得不休載半年）。

  - 爆笑問題的日本教養（日语：爆笑問題のニッポンの教養）（2009年9月8日）

- NHK教育
  - SWITCH採訪 達人們（日语：SWITCHインタビュー 達人達）（2014年4月5日） 與佐野元春對談
  - 佐野元春×浦澤直樹 ～探尋我們的“巴布·狄倫”～（2014年5月24日）
  - 浦澤直樹之漫勉（日语：浦沢直樹の漫勉）（2014年11月9日、2015年9月4日－25日、2016年3月）[11]
  - 音樂肖像（日语：ミュージック・ポートレイト）「小室哲哉×浦澤直樹」（2015年11月26日、12月3日）

### 廣播節目
- 純次與直樹（2017年4月9日－現在，文化放送）－與高田純次（日语：高田純次）共同主持[12]

### 演奏會
- 手塚治虫誕辰90週年紀念活動 MANGA SYMPHONY「〇（MARU）」（2018年3月31日開辦，東京藝術劇場）－與岩代太郎（日语：岩代太郎）共演[13]

## 音樂活動
- 2003年發售的單行本《20世紀少年》11冊的初版附贈CD中，＜健兒之歌＞的「Bob Lennon（日语：ボブレノン）」的作詞、作曲、主唱、吉他、口琴及錄音全由浦澤親自包辦，所以可以說這是他所原創的歌曲，在改編成真人電影版之際，由飾演主角遠藤健兒的唐澤壽明重製，並作為片尾主題曲使用。
- 2006年10月9日前往巴布·狄倫高峰會議（巴布·狄倫的致敬演奏會），進行自然原聲組「Bob Lennon」的音樂演奏。該活動的過程後來以一小片段在2007年1月18日的NHK綜合節目中《Professional 工作的態度（日语：プロフェッショナル 仕事の流儀）》中播出（也作為相同標題DVD收錄）。
- 2007年，在高見澤俊彥（日语：高見沢俊彦）的獨唱專輯"kaleidoscope"中，為自行原創歌曲「洪水之前」提供歌詞。
- 2008年6月4日，首張單曲「月…」發售。
- 2008年6月27日、28日與和久井光司前往出席【和久井光司×浦澤直樹 2 days Live at 東京Kinema俱樂部】的音樂活動。
- 2008年電影「20世紀少年」原聲帶的「Brothers」提供
- 2008年11月29日，首張專輯「半世紀的男人」發售。
- 2009年電影「20世紀少年 第2章 最後的希望」原聲帶「Suspense」的提供

## 助手
包含前助手。
- 佐藤誠司
- 星野泰視
- 伊藤剛（日语：伊藤剛 (評論家)）

## 資料來源
1. ↑  . NHK Online.   [2015-02-12]. （原始内容存档于2020-12-30） （日语）.
2. ↑  . 小學館.   [2018-03-06] （日语）.[]
3. ↑  . Sony Music. Sony Music Entertainment. 2015-12-11  [2018-03-06]. （原始内容存档于2020-10-13） （日语）.
4. ↑  浦澤直樹、和久井光司共著《與狄倫的談話》，小學館，2007年，第38頁 ISBN 9784093592024
5. ↑  . 朝日新聞數位 (朝日新聞社). 2016-04-12  [2016-10-16]. （原始内容存档于2016-04-12） （日语）.. es  (Sony Music Entertainment). 2016-03-14  [2016-10-16]. （原始内容存档于2016-03-16） （日语）.
6. ↑  . mynavi News. 2015-02-12  [2015-02-12]. （原始内容存档于2017-02-12） （日语）.
7. ↑   （页面存档备份，存于）. 名古屋造形大學官方網站. [2019-01-04]（日語）.[]
8. ↑  . Comic Natalie. 2018-02-02  [2018-12-07]. （原始内容存档于2020-10-13） （日语）.
9. ↑  浦澤前往法國出席安古蘭國際漫畫節世代獎頒獎儀式並展示作品之後，接著在首都巴黎市政廳舉辦他的個人展（2018年2月13日－3月31日）。 （页面存档备份，存于）. 每日新聞. 2018-02-02 [2018-02-15] （日語）.[]
10. ↑  . MANTANWEB. 2018-09-27  [2018-09-27]. （原始内容存档于2020-03-23） （日语）.
11. ↑  . ORICON. 2015-08-24  [2015-08-25]. （原始内容存档于2020-10-27） （日语）.
12. ↑  廣播節目【純次與直樹】官方（【文化放送】純次と直樹）的X（前Twitter） （日語）
13. ↑  . 朝日新聞. 朝日新聞社. 2018-01-16  [2018-02-27]. （原始内容存档于2020-10-13） （日语）.

## 外部連結
- （日語）
- Spinet官方網站「浦澤直樹日記」 （页面存档备份，存于） （日語）
- 音樂活動官方網站「浦澤直樹 music web」 （日語）
- （日語）
- （日語）